# Quaternaire structuur (eiwitten)
De quaternaire eiwitstructuur is de driedimensionale structuur van een eiwitcomplex die gevormd wordt door meerdere, afzonderlijk gevouwen subunits (polypeptiden). De quaternaire structuur ontstaat door de combinatie van twee of meer van deze subeenheden tot één geheel. De subeenheden kunnen identiek of verschillend zijn. Hemoglobine is een voorbeeld van een eiwitcomplex dat uit vier subunits bestaat die onderling enigszins verschillen. Het wordt daarom aangeduid als een heterotetrameer. Wanneer vier dezelfde subeenheden een quaternaire structuur vormen, zoals bij LDH of p53, spreekt men van een homotetrameer.
Non-covalante interacties (elektrostatische bindingen, waterstofbruggen en vanderwaalskrachten) tussen de individuele subunits stabiliseren de quaternaire structuur. De subeenheden hebben ieder een eigen tertiaire structuur. Door interacties met elkaar aan te gaan kan een synergetisch effect ontstaan.

## Omschrijving
Veel eiwitten zijn in werkelijkheid assemblages van meerdere polypeptideketens. De quartaire structuur verwijst naar de onderlinge rangschikking van deze subeenheden. Voorbeelden van eiwitten met quaternaire structuur zijn hemoglobine, DNA-polymerase en ionkanalen. De subeenheden vlechten zich in elkaar onder invloed van non-covalente interacties, meestal op een symmetrische wijze.
Veel enzymen zijn samengesteld uit subeenheden met diverse functies. Zo kan het ene deel een functie regulerende hebben, terwijl het andere deel een katalytische functie heeft. Quaternaire structuren hoeven niet uitsluitend opgebouwd te zijn uit polypeptiden: ook nucleosomen en microtubuli worden ertoe gerekend. Veranderingen in de quartaire structuur treden op door conformationele veranderingen binnen individuele subeenheden (allosterie) of door onderlinge heroriëntatie van de subeenheden.

## Nomenclatuur
Het aantal subeenheden in een eiwitcomplex wordt aangeduid met namen die eindigen op -meer (Grieks voor "deel"). Over het algemeen gebruikt men voor de eerste tien (maximaal twintig) subeenheden Grieks-Latijnse voorvoegsels. Eiwitcomplexen van hogere orde worden gewoonlijk aangeduid met het getal, gevolgd door -meer.
| - 1 = monomeer/subunit - 2 = dimeer - 3 = trimeer - 4 = tetrameer - 5 = pentameer - 6 = hexameer | - 7 = heptameer - 8 = octameer - 9 = nonameer - 10 = decameer - 11 = undecameer - 12 = dodecameer | - 13 = tridecameer - 14 = tetradecameer - 15 = pentadecameer* - 16 = hexadecameer - 17 = heptadecameer* - 18 = octadecameer | - 19 = nonadecameer - 20 = eicosameer - 21-meer - 22-meer - 23-meer* - etc. |

*Geen voorbeelden bekend
Hoewel complexen hoger dan octameren zelden worden waargenomen, zijn er enkele belangrijke uitzonderingen. Virale capsiden zijn vaak samengesteld uit een veelvoud van 60 eiwitten. Ook grote moleculaire machines in de cel, zoals het proteasoom (vier heptamere ringen = 28 subeenheden), het transcriptiecomplex en het spliceosoom zijn uitzonderlijke complexen. Het ribosoom is vermoedelijk de grootste moleculaire machine en bestaat uit zeer veel RNA- en eiwitmoleculen.

## Experimentele bepaling
De quaternaire structuur van een eiwit kan worden bepaald met behulp van verschillende experimentele technieken. Vaak kan men een schatting maken van de massa van het natieve eiwit en, wanneer de massa's of stoichiometrie van de subeenheden bekend is, de quartaire structuur met een bepaalde nauwkeurigheid voorspellen. Het is om verschillende redenen niet altijd mogelijk om de subeenheden nauwkeurig te bepalen.